# Їржи Новотний
Їржи Новотний (чеськ. Jiří Novotný, нар. 7 квітня 1970, Прага) — чеський футболіст, що грав на позиції півзахисника.
Виступав, зокрема, за клуб «Спарта» (Прага), а також національну збірну Чехії.
Чотириразовий чемпіон Чехословаччини. Шестиразовий чемпіон Чехії. Дворазовий володар Кубка Чехословаччини. Володар Кубка Чехії.

## Клубна кар'єра
Народився 7 квітня 1970 року в місті Прага. Вихованець футбольної школи клубу «Спарта» (Прага). Дорослу футбольну кар'єру розпочав 1988 року в основній команді того ж клубу, в якій провів десять сезонів, взявши участь у 270 матчах чемпіонату.  Більшість часу, проведеного у складі «Спарти», був основним гравцем команди. За цей час чотири рази виборював титул чемпіона Чехословаччини, ставав чемпіоном Чехії (також чотири рази).
Згодом з 1999 по 2008 рік грав у складі команд «Слован», «Спарта» (Прага), «Рубін», СІАД (Мост), «Хмел» та «Ружомберок». Протягом цих років додав до переліку своїх трофеїв ще два титули чемпіона Чехії.
Завершив ігрову кар'єру у команді «Дукла» (Прага), за яку виступав протягом 2008—2009 років.

## Виступи за збірні
У 1989 році дебютував у складі юнацької збірної Чехословаччини (U-20).
У 1991 році дебютував в офіційних матчах у складі національної збірної Чехословаччини, пізіше грав за збірну Чехії.
У складі збірної був учасником чемпіонату Європи 2000 року у Бельгії та Нідерландах.
Загалом протягом кар'єри в національній команді, яка тривала 4 роки, провів у її формі 33 матчі, забивши 2 голи.

## Титули і досягнення
- Чемпіон Чехословаччини (4):

«Спарта» (Прага): 1988-1989, 1989-1990, 1990-1991, 1992-1993
- Чемпіон Чехії (6):

«Спарта» (Прага): 1993-1994, 1994-1995, 1996-1997, 1997-1998, 1999-2000, 2000-2001
- Володар Кубка Чехословаччини (2):

«Спарта» (Прага): 1988-1989, 1991-1992
- Володар Кубка Чехії (1):

«Спарта» (Прага): 1995-1996